# Червоний ренесанс (фільм)
«Червоний ренесанс» — український документальний трисерійний фільм режисерів Віктора Шкурина та Олександра Фролова відзнятий у 2004 році на кіностудії «Контакт».
Текст до фільму написав лауреат Шевченківської премії документаліст Ігор Малишевський.
Трьома складовими фільмами є:
- «Пролог» (1921—1925)
- «Пастка» (1926—1929)
- «Безодня» (1930—1934)

Прем'єра відбулася на каналі «1+1» 24 серпня — у День Незалежності України.

## Деталі сюжету
За період 1920-1930-х років 20 століття українська культура пережила своє становлення, розквіт і трагічний фінал. Трисерійна документальна картина розповідає про долі представників так званого «Розстріляного відродження»: Миколи Хвильового, Леся Курбаса, Миколи Куліша, Михайла Бойчука, Олександра Довженка, Володимира Сосюри, Остапа Вишні, Павла Тичини та ін. У фільмі використані хроніки того часу (зокрема кадри із фільмів Дзиґи Вертова), автори картини побували на місцях, де розвивалися події цієї похмурої для України епохи, та у численних музеях, що зберегли матеріали, папери й свідчення тих років.
У фільмі лунають відеокоментарі експертів:
- Мирослава Поповича — філософа, академіка НАНУ.
- Леся Танюка — режисера, заслуженого діяча мистецтв України (1995).
- Леоніда Череватенко — письменника, лауреата Шевченківської премії (2002).
- Сергія Тримбача —  кінознавця, голови НСКУ.
- Дмитра Горбачова — мистецтвознавця, професора КНУ ім. Карпенка-Карого.